# Pierre Berdoy
Pierre Berdoy, nació en Biarritz en 1936, es un fotógrafo francés de arquitectura, diseño, naturaleza muerta y belleza. Galardonado con el Premio Niépce en 1967, colabora con las revistas francesas L'Œil (años 60), Elle (años 70 y 80), Madame Figaro (años 80) y otras publicaciones hasta en los años 2000.
Con el premio Niépce en 1967, Pierre Berdoy obtiene su primer reconocimiento profesional gracias a una serie de fotografías titulada "La vie du taureau de combat" (La vida del toro de lidia). A continuación, sus naturalezas muertas para las revistas crearon escuela en el movimiento de vuelta a la naturaleza de la época. Más tarde, aplica a los retratos y cuerpos femeninos un rigor gráfico que tiene mucho éxito en las páginas belleza de las revistas.

## Biografía
En 1959, Pierre Berdoy es licenciado del ETPC (Escuela Técnica de Fotografía y Cinematografía) de París, hoy día, Escuela Nacional Superior Louis-Lumière, sección Fotografía.
En 1960, se casa con Dorine Bertrand, licenciada de la misma promoción. Tienen un hijo, Manuel Berdoy, actualmente, especialista del comportamiento animal en la Universidad de Oxford. Los 12 años de matrimonio de Pierre y Dorine Berdoy serán igualmente los de una fructífera asociación profesional.
Pierre Berdoy comienza su carrera respondiendo a pedidos de arquitectos. De 1962 a 1967, firma numerosos reportajes de arquitectura y decoración, principalmente en Europa, para la revista L'Œil dirigida por Rosamond Bernier y Georges Bernier. En particular, la casa de Peter Harnden en España, un apartamento por André Monpoix en Francia, la villa Mairea realizada por Alvar Aalto en 1937 en Finlandia, la casa-museo de los esposos Urvater por André Jacqmain en Bélgica, York Castle en la casa Yves Vidal en Marruecos, la casa del arquitecto André Wogenscky en Francia, otras decoradas por David Nightingale Hicks en el Reino Unido, el Palacio Ricci en Roma, casa de Mario Praz, etc.
Además de la arquitectura, Pierre Berdoy fotografía el trabajo de jóvenes diseñadores: los asientos Djinn creados por Olivier Mourgue, la mesa de bridge de Terence Conran e igualmente los tejidos de Placide Joliet son ejemplos de ello. Fotografía los nuevos salones del Palacio del Elíseo acondicionados por Pierre Paulin y el Mobiliario nacional para el Presidente de la República Francesa Georges Pompidou.
En 1967, Pierre y Dorine Berdoy son recompensados con el Premio Niépce por los dos siguientes reportajes :
- "La vie du taureau de combat (La vida del toro de lidia)", realizado por Pierre Berdoy en las ganaderías de Álvaro Domecq Díez y de Antonio Ordóñez en Andalucía y en la de Hubert Yonnet en Camargue (Francia)
- "Portraits des peintres Pop Art (Retratos de pintores Arte pop)" realizado por Dorine y Pierre en Nueva York. Después de conocer al galerista Léo Castelli fotografiaron, entre otros, a Robert Rauschenberg, James Rosenquist, Roy Lichtenstein, Lee Bontecou, Richard Lindner, Marisol y Claes Oldenburg.

Siguieron dos exposiciones : "Tendances de la jeune photographie française (Tendencias de la joven fotografía francesa)" en la Biblioteca Nacional de Francia y Design et Taureaux (Diseño y Toros) en el espacio Asko-Roche Bobois en París. Para esta última exposición, inaugurada en octubre de 1967, Pierre Berdoy realiza la serie de fotografías en torno al Ball Chair creado dos años antes por el diseñador finlandés Eero Aarnio.
De 1967 a 1974, Pierre Berdoy dedica su trabajo a la revista Elle. Junto a Jacqueline Chaumont que dirige las páginas «decoración» disfruta de una gran libertad de creación.
Algunos ejemplos:
- Unas cincuenta imágenes, confrontación mimética de los objetos y de la naturaleza.
- Un cuento de Navidad, fotonovela de un guion escrito por Roland Topor, fotografiado en el Glaciar Blanco (Alto-Alpes, Francia).
- Un reportaje en Alsacia en casa de la escritora y artista plástica Claudie Hunzinger y su marido Francis Hunzinger cuando se publica el libro Bambois, la vie verte.

El encuentro con los Hunzinger se proseguirá cuando, en 1983, la asociación Image et Création organizará una exposición colectiva donde Pierre Berdoy presentará grandes tiradas en blanco y negro Empreintes dans la neige (Huellas en la nieve) frente a las escrituras calcinadas de Claudie Hunzinger.
En 1971, el Gobierno de Costa de Marfil lanza una expedición científica en el bosque de Taï con el fin de hacer un inventario de la fauna y la flora, y Pierre Berdoy es el fotógrafo. El parque nacional de Taï se creará al año siguiente.
En la revista Elle, Pierre Berdoy deja las páginas «decoración» para ocuparse de las páginas «belleza».
En 1984, Pierre Berdoy se incorpora a la revista Madame Figaro, en la que Martin Schmollgrüber acaba de hacerse cargo de la dirección artística. El estudio Pin-Up de París se convierte en su cuartel general. Realiza portadas y centenares de páginas para la revista, Primerísimos primeros planos (PPP), rostros y cuerpos fragmentados, así como joyas y productos de belleza con la misma obsesión del detalle. Esta técnica es su firma.
La colaboración con Madame Figaro se termina  con la repentina muerte de Martin Schmollgrüber a la edad de 44 años en 1991.
En 1988 Pierre Berdoy se incorpora a la agencia de fotógrafos Trademarc, dirigida por Marc Pussemier. Realiza numerosas fotografías publicitarias, entre las cuales la campaña Yves Saint-Laurent "Habillez vos lèvres (Vista sus labios)" para su barra de labios, Gran Premio del cartel francés en 1992.
Durante los años 90, distintas revistas recurren a Pierre Berdoy. Fotografía editoriales de belleza y naturalezas muertas para las revistas "Elle", "Jardin des Modes", "L’Officiel" y "Votre Beauté".
El Museo de Arqueología nacional (Francia) celebra en 1992 el centenario del descubrimiento de la Dama de Brassempouy por Édouard Piette. Pierre Berdoy expone allí sus retratos de la estatuilla de marfil de mamut honrando por una vez una belleza del paleolítico superior.
A partir de 2002, Pierre Berdoy se aleja de París, pone fin a todos los pedidos de fotografía. Regresa a Biarritz, la ciudad de su infancia, donde instala sus archivos y su estudio para consagrarse a proyectos de fotografías personales.